# Grammephora
Grammephora,  monotipski rod crvenih algi iz reda Rhodymeniales, možda iz porodice Rhodymeniaceae. Jedina vrsta je G. peyssonnelioides, južnopacifička morska alga, iz plitkih i dubokih voda u Solomonskim otocima
Tipski lokalitet je Hele Pass, otok Vangunu.

## Vanjske poveznice
- Grammephora peyssonnelioidesgen. et sp. nov.(Rhodophyta, Rhodymeniaceae) from the Solomon Islands,South Pacific

|  | Zajednički poslužitelj ima još gradiva o temi Grammephora |
|  | Wikivrste imaju podatke o taksonu Grammephora             |